# Ols-et-Rinhodes
Ols-et-Rinhodes [ɔls e ʁiɲɔd] est une commune française située dans le département de l'Aveyron, en région Occitanie.

## Géographie

### Communes limitrophes
Les communes limitrophes sont  Ambeyrac, La Capelle-Balaguier, Montsalès, Sainte-Croix, Saujac et Villeneuve.

### Hydrographie

#### Réseau hydrographique

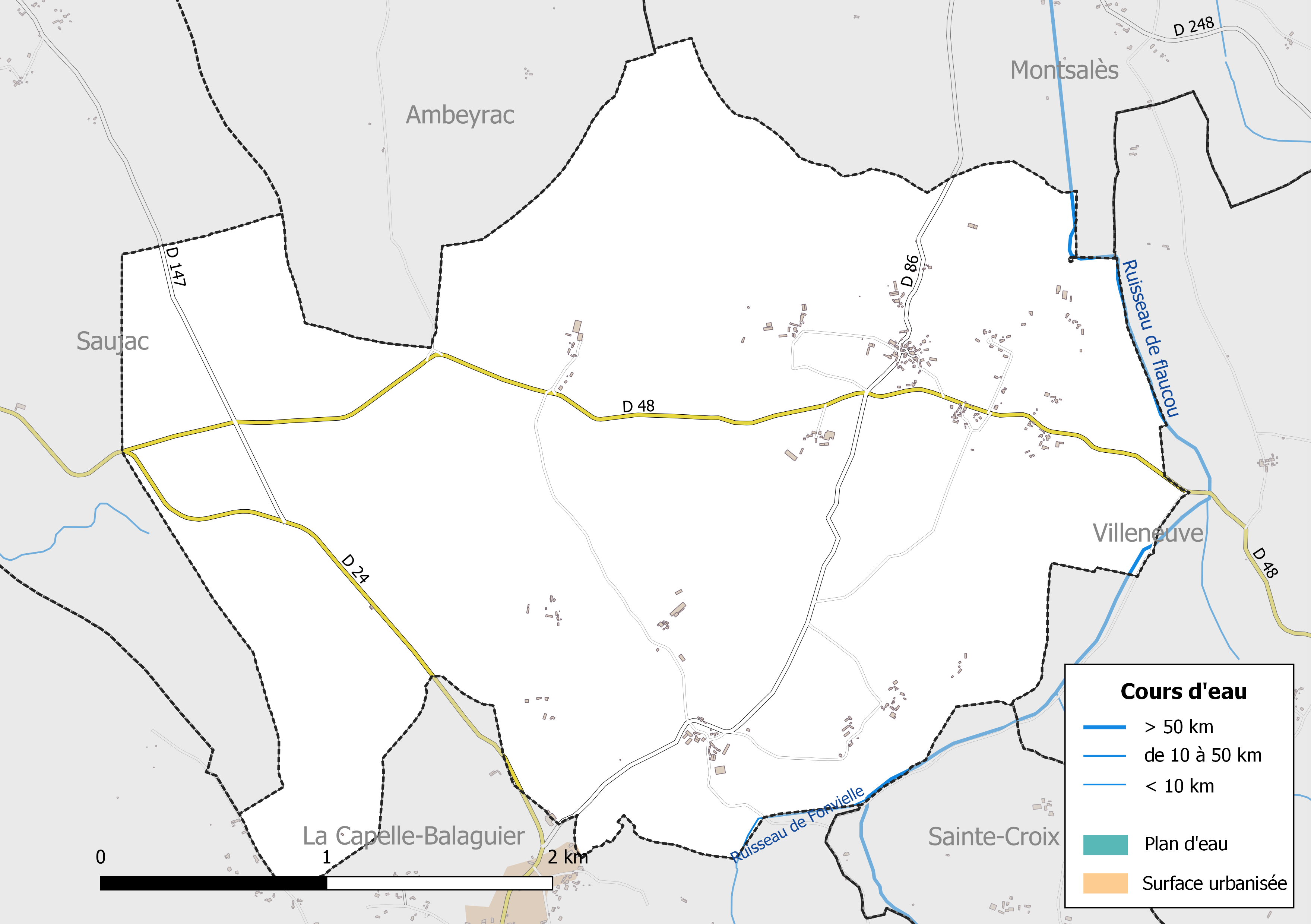
Réseaux hydrographique et routier d'Ols-et-Rinhodes.

La commune est drainée par le Ruisseau de Flaucou, le ruisseau de Fonvielle et par un petit cours d'eau.
Le Ruisseau de Flaucou, d'une longueur totale de 13,8 km, prend sa source dans la commune de Sainte-Croix et se jette  dans le Lot à Ambeyrac, après avoir arrosé 6 communes.

#### Gestion des cours d'eau
La gestion des cours d’eau situés dans le bassin de l’Aveyron est assurée par l’établissement public d'aménagement et de gestion des eaux (EPAGE) Aveyron amont, créé le 1er janvier 2017, en remplacement du syndicat mixte du bassin versant Aveyron amont,,.

### Climat
Pour des articles plus généraux, voir Climat de l'Occitanie et Climat de l'Aveyron.
En 2010, le climat de la commune est de type climat océanique altéré, selon une étude s'appuyant sur une série de données couvrant la période 1971-2000. En 2020, Météo-France publie une typologie des climats de la France métropolitaine dans laquelle la commune est exposée à un climat océanique altéré et est dans la région climatique Ouest et nord-ouest du Massif Central, caractérisée par une pluviométrie annuelle de 900 à 1 500 mm, maximale en automne et en hiver.
Pour la période 1971-2000, la température annuelle moyenne est de 12,2 °C, avec une amplitude thermique annuelle de 15,6 °C. Le cumul annuel moyen de précipitations est de 982 mm, avec 11,1 jours de précipitations en janvier et 6,6 jours en juillet. Pour la période 1991-2020, la température moyenne annuelle observée sur la station météorologique la plus proche, située sur la commune de Faycelles à 11 km à vol d'oiseau, est de 13,1 °C et le cumul annuel moyen de précipitations est de 806,2 mm,. Pour l'avenir, les paramètres climatiques de la commune estimés pour 2050 selon différents scénarios d'émission de gaz à effet de serre sont consultables sur un site dédié publié par Météo-France en novembre 2022.

### Milieux naturels et biodiversité
Aucun espace naturel présentant un intérêt patrimonial n'est recensé sur la commune dans l'inventaire national du patrimoine naturel,,.

## Urbanisme

### Typologie
Au 1er janvier 2024, Ols-et-Rinhodes est catégorisée commune rurale à habitat très dispersé, selon la nouvelle grille communale de densité à 7 niveaux définie par l'Insee en 2022.
Elle est située hors unité urbaine. Par ailleurs la commune fait partie de l'aire d'attraction de Villefranche-de-Rouergue, dont elle est une commune de la couronne,. Cette aire, qui regroupe 34 communes, est catégorisée dans les aires de moins de 50 000 habitants,.

### Occupation des sols

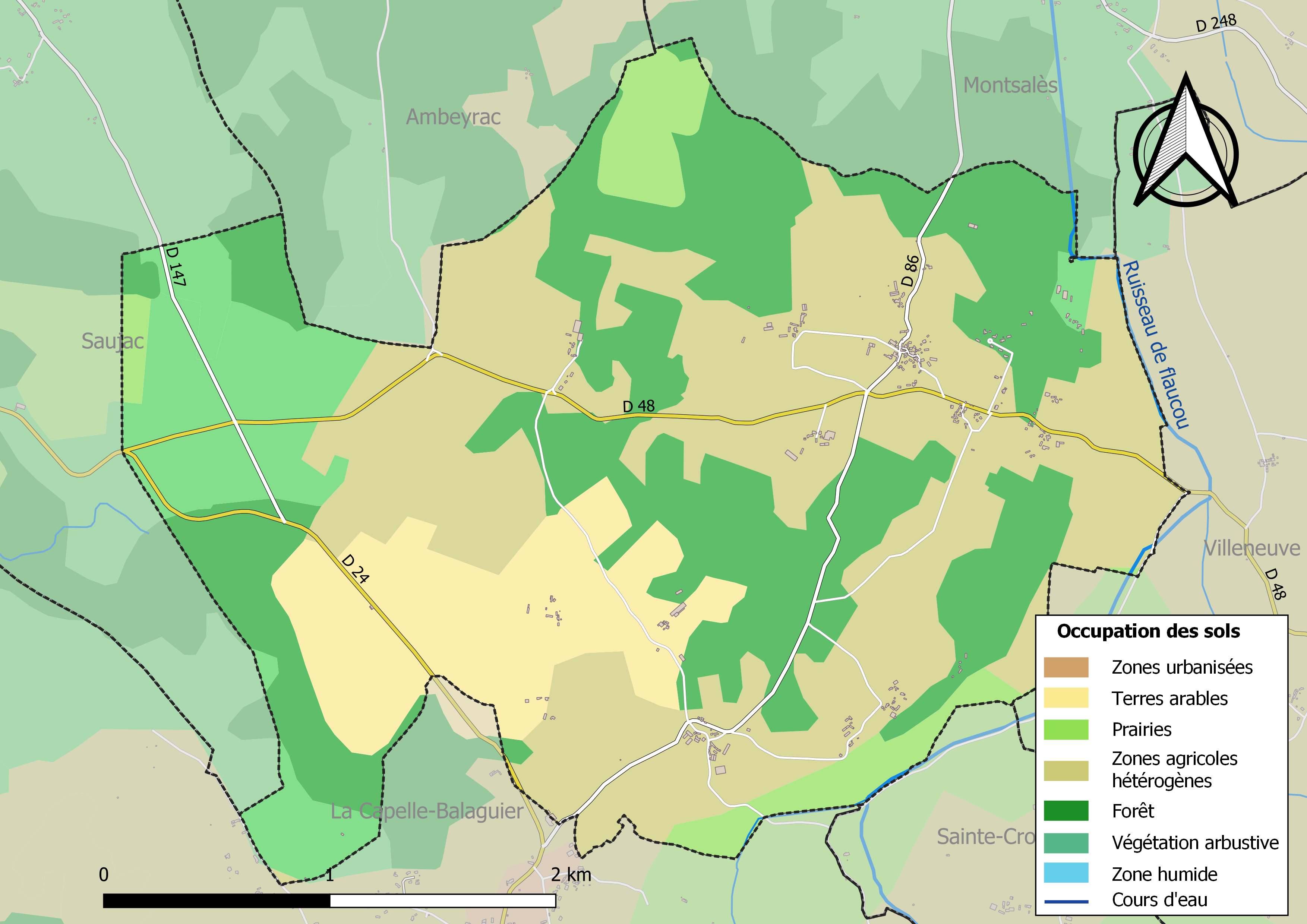
Infrastructures et occupation des sols de la commune d'Ols-et-Rinhodes.

L'occupation des sols de la commune, telle qu'elle ressort de la base de données européenne d’occupation biophysique des sols Corine Land Cover (CLC), est marquée par l'importance des territoires agricoles (59,3 % en 2018), en augmentation par rapport à 1990 (58,2 %). La répartition détaillée en 2018 est la suivante : 
zones agricoles hétérogènes (41,1 %), forêts (32,3 %), terres arables (12 %), milieux à végétation arbustive et/ou herbacée (8,4 %), prairies (6,1 %).

### Planification
La loi SRU du 13 décembre 2000 a incité fortement les communes à se regrouper au sein d’un établissement public, pour déterminer les partis d’aménagement de l’espace au sein d’un SCoT, un document essentiel d’orientation stratégique des politiques publiques à une grande échelle. La commune est dans le territoire du SCoT du Centre Ouest Aveyron  approuvé en février 2020. La structure porteuse est le Pôle d'équilibre territorial et rural Centre Ouest Aveyron, qui associe neuf EPCI, notamment Ouest Aveyron Communauté, dont la commune est membre.
La commune disposait en 2017 d'une carte communale approuvée et un plan local d'urbanisme était en élaboration.

### Risques majeurs
Le territoire de la commune d'Ols-et-Rinhodes est vulnérable à différents aléas naturels : climatiques (hiver exceptionnel ou canicule), feux de forêts et séisme (sismicité très faible).
Il est également exposé à un risque particulier, le risque radon,.

#### Risques naturels
Le Plan départemental de protection des forêts contre les incendies découpe le département de l’Aveyron en sept « bassins de risque » et définit une sensibilité des communes à l’aléa feux de forêt (de faible à très forte). La commune est classée en sensibilité forte.
Les mouvements de terrains susceptibles de se produire sur la commune sont soit des mouvements liés au retrait-gonflement des argiles, soit des effondrements liés à des cavités souterraines. Le phénomène de retrait-gonflement des argiles est la conséquence d'un changement d'humidité des sols argileux. Les argiles sont capables de fixer l'eau disponible mais aussi de la perdre en se rétractant en cas de sécheresse. Ce phénomène peut provoquer des dégâts très importants sur les constructions (fissures, déformations des ouvertures) pouvant rendre inhabitables certains locaux. La carte de zonage de cet aléa peut être consultée sur le site de l'observatoire national des risques naturels Géorisques. Une autre carte permet de prendre connaissance des cavités souterraines localisées sur la commune,.

#### Risque particulier
Dans plusieurs parties du territoire national, le radon, accumulé dans certains logements ou autres locaux, peut constituer une source significative d’exposition de la population aux rayonnements ionisants. Toutes les communes du département sont concernées par le risque radon à un niveau plus ou moins élevé. Selon le dossier départemental des risques majeurs du département établi en 2013, la commune d'Ols-et-Rinhodes est classée à risque faible. Un décret du 4 juin 2018 a modifié la terminologie du zonage définie dans le code de la santé publique et a été complété par un arrêté du 27 juin 2018 portant délimitation des zones à potentiel radon du territoire français. La commune est désormais en zone 1, à savoir zone à potentiel radon faible.

## Politique et administration

### Découpage territorial
La commune d'Ols-et-Rinhodes est membre de la Ouest Aveyron Communauté, un établissement public de coopération intercommunale (EPCI) à fiscalité propre créé le 1er janvier 2017 dont le siège est à Villefranche-de-Rouergue. Ce dernier est par ailleurs membre d'autres groupements intercommunaux.
Sur le plan administratif, elle est rattachée à l'arrondissement de Villefranche-de-Rouergue, au département de l'Aveyron et à la région Occitanie. Sur le plan électoral, elle dépend du  canton de Villeneuvois et Villefranchois pour l'élection des conseillers départementaux, depuis le redécoupage cantonal de 2014 entré en vigueur en 2015, et de la deuxième circonscription de l'Aveyron  pour les élections législatives, depuis le dernier découpage électoral de 2010.

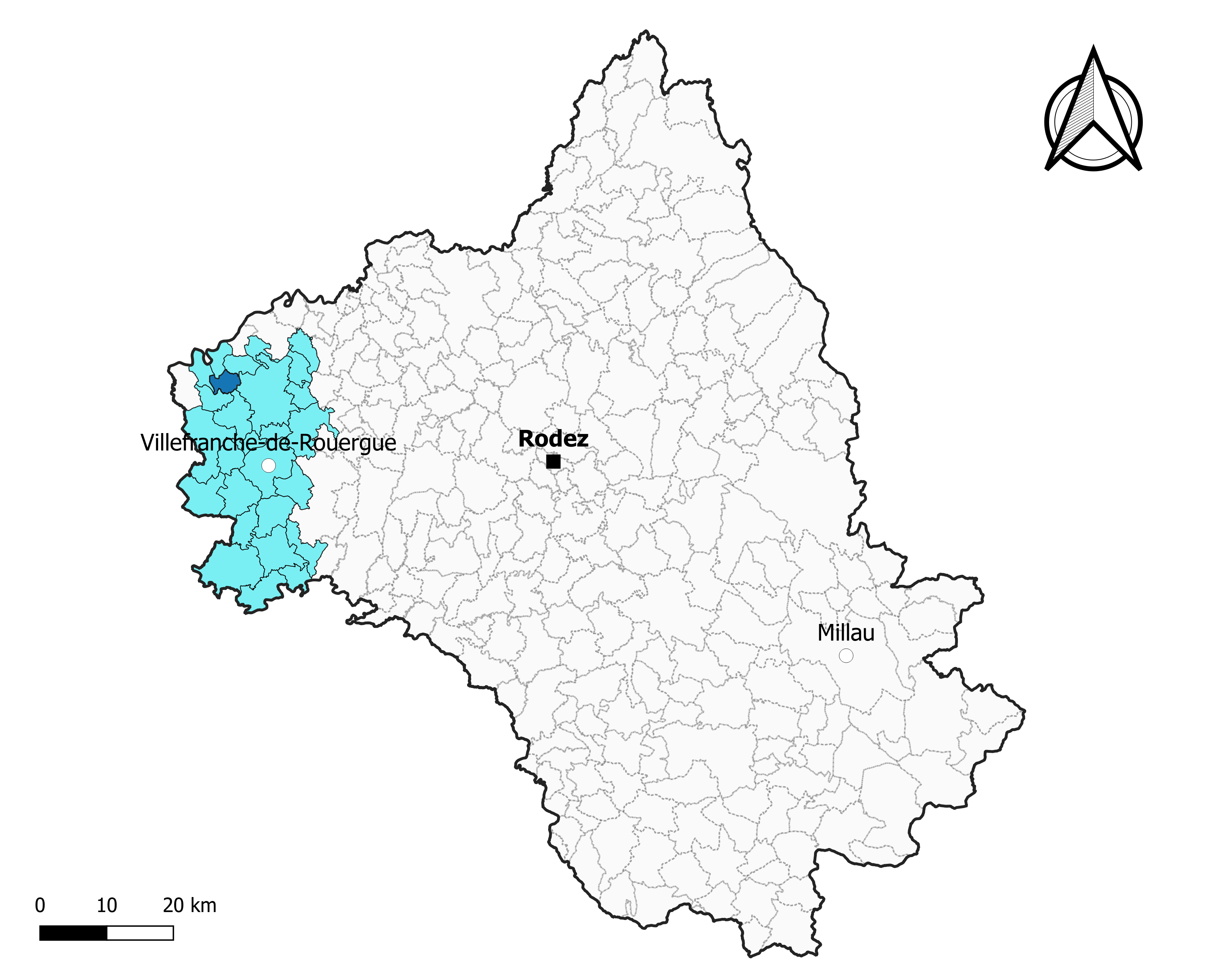
Ols-et-Rinhodes dans l'intercommunalité en 2020.
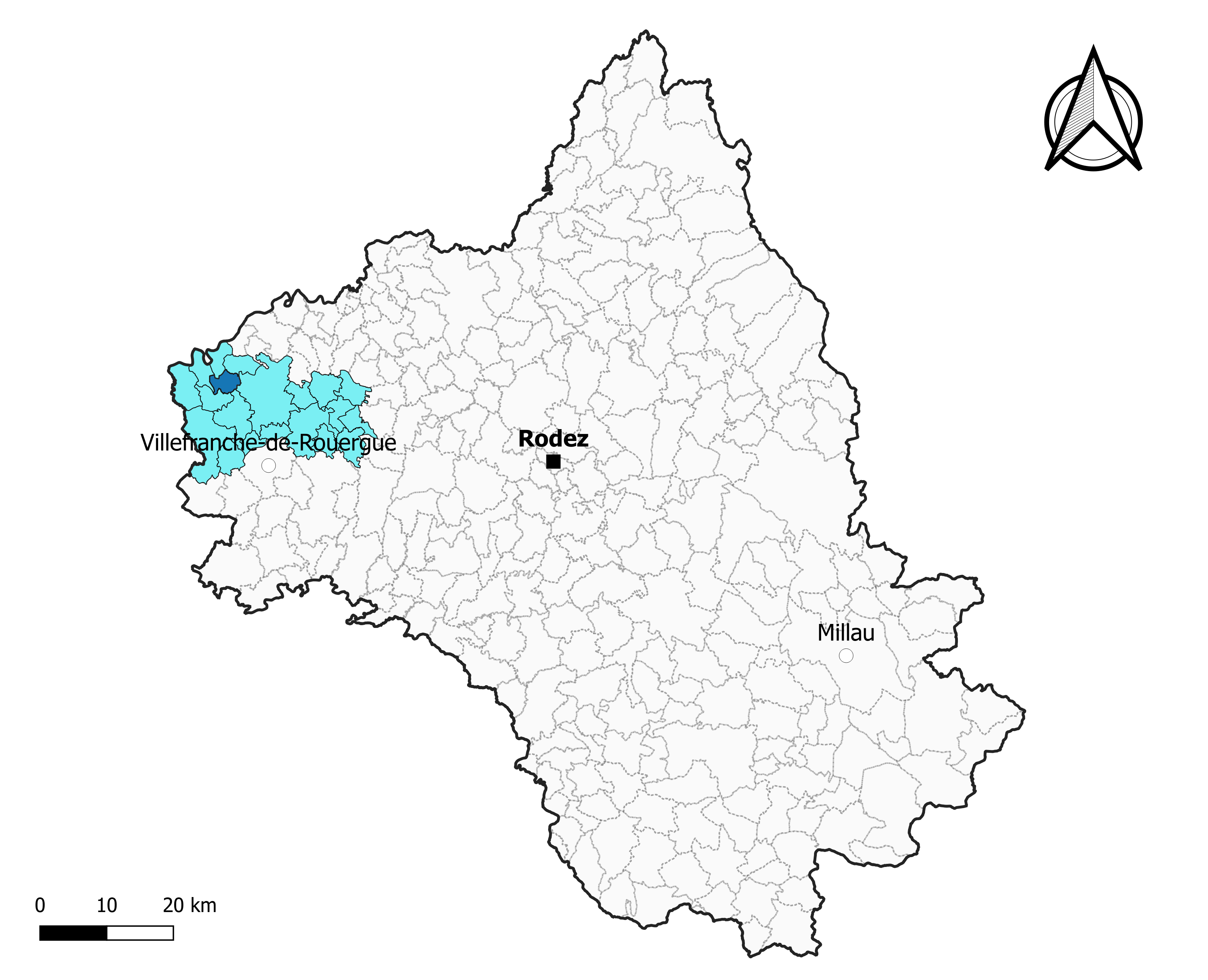
Ols-et-Rinhodes dans le canton de Villeneuvois et Villefranchois en 2020.
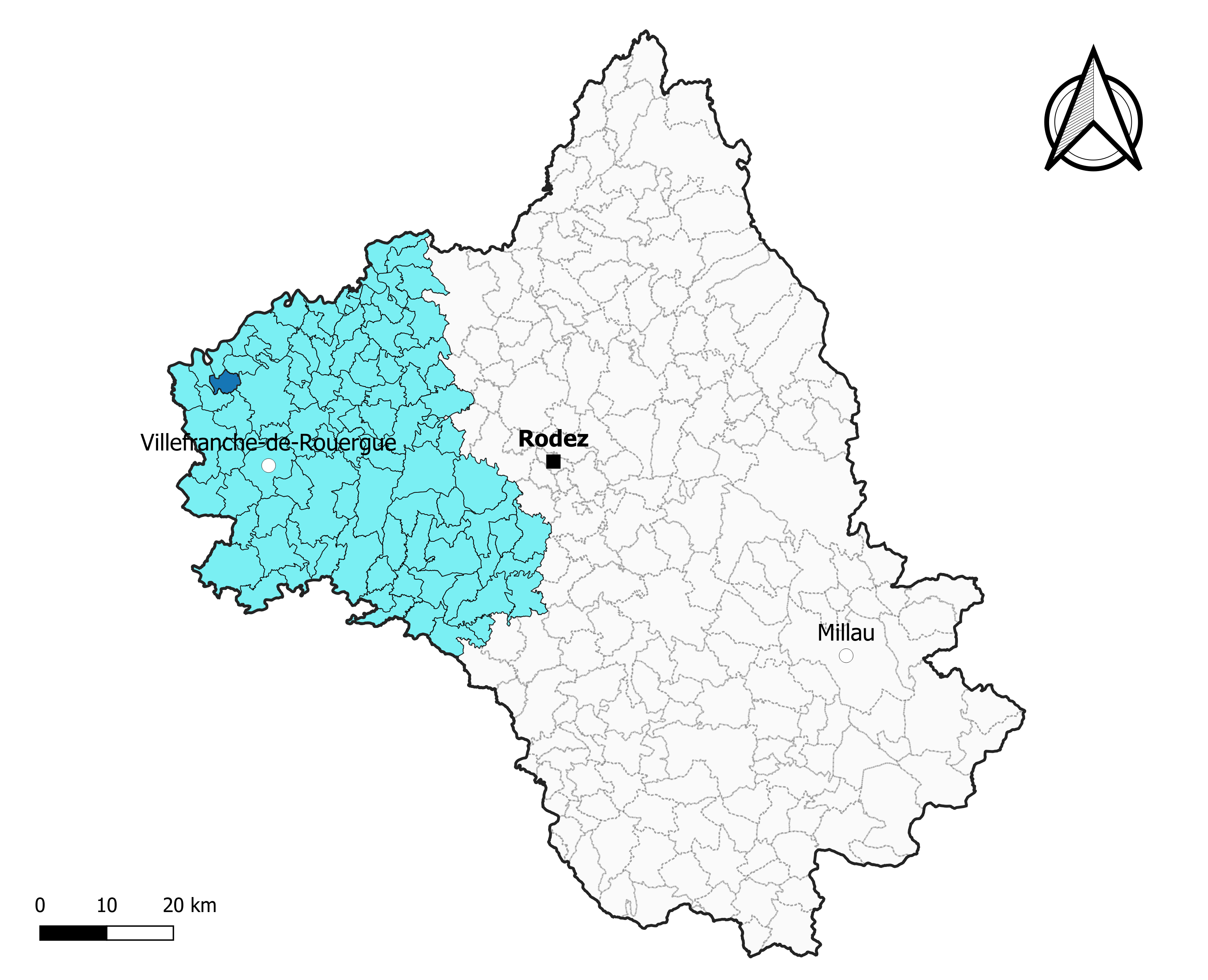
Ols-et-Rinhodes dans l'arrondissement de Villefranche-de-Rouergue en 2020.

### Élections municipales et communautaires

#### Élections de 2020
Le conseil municipal d'Ols-et-Rinhodes, commune de moins de 1 000 habitants, est élu au scrutin majoritaire plurinominal à deux tours avec candidatures isolées ou groupées et possibilité de panachage. Compte tenu de la population communale, le nombre de sièges à pourvoir lors des élections municipales de 2020 est de 11. La totalité des onze candidats en lice est élue dès le premier tour, le 15 mars 2020, avec un taux de participation de 75 %.
Christian Saint-Affre, maire sortant, est réélu pour un nouveau mandat le 27 mai 2020.
Dans les communes de moins de 1 000 habitants, les conseillers communautaires sont désignés parmi les conseillers municipaux élus en suivant l’ordre du tableau (maire, adjoints puis conseillers municipaux) et dans la limite du nombre de sièges attribués à la commune au sein du conseil communautaire. Un siège est attribué à la commune au sein de la Ouest Aveyron Communauté.

#### Liste des maires
| Période                                  | Période  | Identité               | Étiquette | Qualité      |
| ---------------------------------------- | -------- | ---------------------- | --------- | ------------ |
| 2001                                     | 2008     | Alain Savignac         |           |              |
| 2008                                     | En cours | Christian Saint-Affre, |           | Ancien cadre |
| Les données manquantes sont à compléter. |          |                        |           |              |

## Démographie
L'évolution du nombre d'habitants est connue à travers les recensements de la population effectués dans la commune depuis 1793. Pour les communes de moins de 10 000 habitants, une enquête de recensement portant sur toute la population est réalisée tous les cinq ans, les populations de référence des années intermédiaires étant quant à elles estimées par interpolation ou extrapolation. Pour la commune, le premier recensement exhaustif entrant dans le cadre du nouveau dispositif a été réalisé en 2007.

En 2022, la commune comptait 168 habitants, en stagnation par rapport à 2016 (Aveyron : +0,37 %, France hors Mayotte : +2,11 %).
| 1793 | 1800 | 1831 | 1836 | 1841 | 1846 | 1851 | 1856 | 1861 |
| ---- | ---- | ---- | ---- | ---- | ---- | ---- | ---- | ---- |
| 330  | 321  | 345  | 431  | 422  | 405  | 414  | 420  | 422  |

| 1866 | 1872 | 1876 | 1881 | 1886 | 1891 | 1896 | 1901 | 1906 |
| ---- | ---- | ---- | ---- | ---- | ---- | ---- | ---- | ---- |
| 357  | 360  | 357  | 361  | 318  | 297  | 260  | 268  | 244  |

| 1911 | 1921 | 1926 | 1931 | 1936 | 1946 | 1954 | 1962 | 1968 |
| ---- | ---- | ---- | ---- | ---- | ---- | ---- | ---- | ---- |
| 226  | 221  | 185  | 158  | 172  | 154  | 113  | 117  | 115  |

| 1975 | 1982 | 1990 | 1999 | 2006 | 2007 | 2012 | 2017 | 2022 |
| ---- | ---- | ---- | ---- | ---- | ---- | ---- | ---- | ---- |
| 122  | 128  | 137  | 120  | 140  | 143  | 154  | 173  | 168  |

## Lieux et monuments.
- Église Saint-Didier d'Ols.